# 153-я стрелковая дивизия (1-го формирования)

Мемориальная доска на бывшем штабе 153-й стрелковой (3-й гвардейской дивизии) в г. Свердловске (Екатеринбурге).

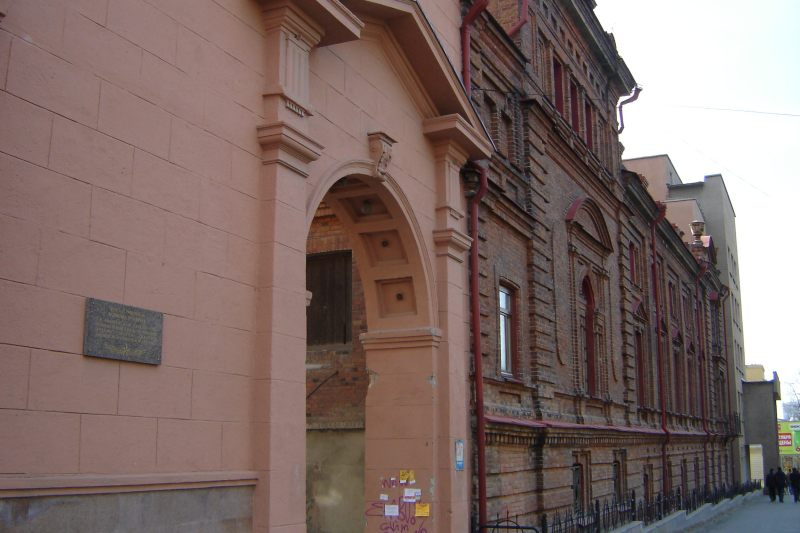
Здание ДК им. Горького, где размещался штаб 153-й стрелковой дивизии в 1940-41 годах (Екатеринбург).

153-я стрелковая дивизия (первого формирования) — стрелковое соединение РККА Вооружённых сил СССР.
Сокращённое действительное наименование стрелковой дивизии, применяемое в рабочих документах — 153 сд.

## История
В августе 1940 года приказом Народного Комиссара Обороны Союза ССР в городе Свердловск была сформирована 153-я стрелковая дивизия, преобразованная позднее, за мужество и героизм личного состава, проявленные при защите социалистического Отечества, в 3-ю гвардейскую стрелковую дивизию.
С августа 1940 года и по июнь 1941 года дивизия стрелков занималась боевой подготовкой в Камышловских лагерях в составе Уральского военного округа.
В первой половине июня 1941 года по приказу Народного комиссара обороны Советского Союза стрелковое соединение в составе 62-го стрелкового корпуса 22-й армии Второго Стратегического эшелона РККА было переброшено в Витебск. 
К 22 июня 1941 года, дню нападения Германии на СССР, первые три эшелона дивизии уже прибыли в Витебск. Полностью части дивизии сосредоточились в Витебске только к 27 июня 1941 года. Дивизия, выгрузившись в Витебске, была укомплектована по штату мирного времени (6 000 солдат и командиров (офицеров)). В связи с объявлением войны, в период 22 — 27 июня 1941 года части дивизии спешно доукомплектовывались личным составом, вооружением и материальной частью. Пополнение, прибывшее в дивизию, зачастую было необеспеченно, тем не менее через неделю стрелковая дивизия была вполне боеспособной.
Одновременно с доукомплектованием, части формирования 26 июня 1941 года заняли оборону на широком фронте на рубеже: Гнездиловичи — Холм — свх. Ходцы — Мошканы — Бурдели — ст. Крынки. Одновременно передовые отряды дивизии вышли в район: Улла-2 (435 сп), Бешенковичи (разведбатальон дивизии), Верховье (по ОТ 666 сп), Сенно (по ОТ 505 сп).
5 июля 1941 года передовые отряды на этих рубежах вступили в бой с крупными моторизованными силами противника, прорывающегося к Витебску. 7 июля 1941 года в бой вступили основные силы дивизии в районах: Гнездиловичи, Щикотовщина, Павловичи, свх. Ходцы. Противник крупными силами мотомехпехоты и танков, развивая наступление, пытался прорваться к городу Витебску вдоль шоссе Бешенковичи — Витебск, и 7 июля 1941 года подошёл к рубежу обороны дивизии. В течение всего дня части вели ожесточённые бои с наступающим противником и, нанося ему большие потери, остановили его продвижение к городу по шоссе. Немецкие части, ведя бои с обороняющимися частями дивизии, одновременно крупными силами начали наступление на Витебск: и по шоссе Полоцк — Витебск и южнее по шоссе Сенно — Богушевск, обходя таким образом дивизию с севера и юга. 8 июля 1941 года в связи с наметившейся угрозой окружения противником, дивизия произвела частичную перегруппировку своих сил, и заняла оборону на рубеже Гнездиловичи, Холм, свх. Ходцы, Мошканы, Щемиловка.
Эти бои носили исключительно ожесточённый характер. Противник неоднократно пытался прорвать оборону частей и подразделений соединения, но не достигнув успеха и понеся большие потери в людях и технике, отказался от фронтального прорыва обороны дивизии. Прорвав оборону соседних частей справа и слева, крупными силами пехоты и танков он начал обходить части дивизии с севера и юга. Продолжая наступление севернее и южнее обороняющихся частей дивизии, противник к исходу 10 июля 1941 года, прорвавшись по шоссе Городок — Витебск и Полоцк — Витебск, овладел западной частью города Витебска, выйдя непосредственно на западный берег реки Западная Двина. Развивая наступление в направлении Смоленска, его мотомехчасти обошли дивизию.
С 11 июля 1941 года дивизия находилась в окружении в районе населённых пунктов Поповка, Карповичи, села Крынки, что в 8, 14 и 22 км соответственно юго-восточнее города Витебск. По приказу комдива 1 764 нетранспортабельных раненых бойцов пришлось оставить на попечение военврача А. И. Пластова в Высочанах и окрестных деревнях в небольшой участковой больнице и у местных жителей. К утру 17 июля 1941 года дивизия основными силами вышла в район: Слепцы, Логуны, Кароли, что в 17, 14 и 18 км соответственно юго-западнее крупного населённого пункта Лиозно (Витебская область). По 5 августа 1941 года включительно дивизия выходила из окружения. К августу от её первоначального состава (16 000 человек) осталось около 850 солдат и командиров (офицеров). С 20 июля по 5 августа 1941 года документов дивизии и вышестоящих штабов в Архиве МО СССР не обнаружено.
С 6 по 22 августа 1941 года формирование вело боевые действия на восточном берегу реки Днепр и на западном берегу по расширению плацдарма в районе Ратчино, Ляхово, Головино.
С 22 августа по 6 сентября 1941 года дивизия вела боевые действия в районе высоты 249.9 на восточном берегу реки Днепр, а затем на западном берегу.
С 6 по 20 сентября 1941 года дивизия находилась в резерве 20-й армии, а затем в резерве Ставки Верховного Главнокомандования и доукомплектовывалась в городе Калинин.
За мужество и героизм личного состава, проявленные при защите социалистической Родины, приказом Народного Комиссара Обороны № 308, от 18 сентября 1941 года, 153-я стрелковая дивизия была награждена почётным званием Гвардейская, ей присвоен новый войсковой № 3, и она переименована в 3-ю гвардейскую стрелковую дивизию.

## В составе
- Западный особый военный округ, 22-я армия, 62-й стрелковый корпус (с середины июня по июль 1941 года);
- Западный фронт, 20-я армия (июль — начало августа 1941 года);
- Западный фронт, 16-я армия (август — начало сентября 1941 года);
- Западный фронт, резерв 20-я армия (с 6 по 18 сентября 1941 года).

## Состав
- Управление (штаб)
- 435-й стрелковый полк;
- 505-й стрелковый полк;
- 666-й стрелковый полк;
- 565-й лёгкий артиллерийский полк;
- 581-й гаубичный артиллерийский полк,
- 150-й отдельный дивизион противотанковой обороны,
- 460-й отдельный зенитный артиллерийский дивизион,
- 237-я отдельная разведывательная рота;
- 208-й отдельный сапёрный батальон;
- 297-й отдельный батальон связи;
- 362-й отдельный медико-санитарный батальон;
- 162-я отдельная рота химической защиты;
- 190-я автотранспортная рота;
- 303-я полевая почтовая станция;
- 356-я полевая касса Госбанка

## Командир

### Дивизии
- Гаген, Николай Александрович (16 июля 1940 года — 18 сентября 1941 года), полковник.